# Én vagyok Groot
Az Én vagyok Groot (eredeti cím: I Am Groot) 2022-es amerikai 3D-s számítógépes animációs szuperhős sorozat, amelyet Ryan Little készített a Disney+ számára.
A sorozat öt rövidfilmből áll, amelyeket Kirsten Lepore rendezett. 2022. augusztus 10-én indult el az Amerikai Egyesült Államokban és Magyarországon is.
A sorozat második évada 2023. szeptember 6-án jelent meg az Amerikai Egyesült Államokban és Magyarországon is magyar felirattal.
Ez a Marvel által készített nyolcadik televíziós sorozat, amely a Marvel-moziuniverzum (MCU) történéseihez tartozik.

## Cselekmény
A felnövő Baby Groot új és szokatlan karakterekkel kalandozik, akik bajba sodorják őt.

## Szereplők
| Szereplő        | Eredeti hang   | Magyar hang         | Leírás |
| --------------- | -------------- | ------------------- | --- |
| Kicsi Groot     | Vin Diesel     | Dézsy Szabó Gábor   | A galaxis őrzőinek tagja, aki egy faszerű lény. |
| Mordály         | Bradley Cooper | Kálloy Molnár Péter | Az Őrzők tagja, aki egy genetikailag módosított mosómedve fejvadász, a fegyverek és a katonai taktika mestere.                                                                                |
| Iwua            | Trevor Devall  |                     | Alakváltó idegen, aki Grootnak adja ki magát. |
| Karóra          | James Gunn     |                     | Groot órája. |
| Uatu / Szemlélő | Jeffrey Wright |                     | A földönkívüli Szemlélő faj egyik tagja, akik felesküdtek a multiverzum eseményeinek megfigyelésére, azonban az esküje meg is köti a kezét, mert az események folyásába tilos beleavatkoznia. |

## Évados áttekintés
| Évad | Évad | Epizódok | Eredeti sugárzás    | Eredeti sugárzás    | Magyar sugárzás     | Magyar sugárzás     |
| Évad | Évad | Epizódok | Évadpremier         | Évadfinálé          | Évadpremier         | Évadfinálé          |
| ---- | ---- | -------- | ------------------- | ------------------- | ------------------- | ------------------- |
|      | 1    | 5        | 2022. augusztus 10. | 2022. augusztus 10. | 2022. augusztus 10. | 2022. augusztus 10. |
|      | 2    | 5        | 2023. szeptember 6. | 2023. szeptember 6. | 2023. szeptember 6. | 2023. szeptember 6. |

## Epizódok

### 1. évad (2022)
| Sor. | Év. | Cím                                      | Rendező        | Író            | Premier             |
| --- | --- | ---------------------------------------- | -------------- | -------------- | ------------------- |
| 1. | 1.  | Groot első lépései (Groot's First Steps) | Kirsten Lepore | Kirsten Lepore | 2022. augusztus 10. |
| Kicsi Groot észrevesz egy repedést a cserepén, ami miatt a robotok lecserélik egy bonszai növényre. Groot megpróbálja megszabadítani a növényt a leveleitől, amíg a padlóra nem esnek, aminek következtében a cserepük eltörik, Groot pedig nehezen megteszi az első lépéseit. |     |                                          |                |                |                     |
| 2. | 2.  | Kis haver (The Little Guy)               | Kirsten Lepore | Kirsten Lepore | 2022. augusztus 10. |
| Miután az idegen madarak elpusztították az ágakból épített tornyát, Kicsi Groot kis idegeneket talál egy szikla alatt, és játszik velük, de az idegenek ezt támadásnak tekintik, és ellentámadásba lendülnek. A megrémült Groot egy levelet fingik, amit az idegenek táplálékforrásként tekintik. Groot talál egy közeli bokrot, hogy további élelmet adjon az idegeneknek, csakhogy visszatérve véletlenül rájuk lép. |     |                                          |                |                |                     |
| 3. | 3.  | Groot hobbija (Groot's Pursuit)          | Kirsten Lepore | Kirsten Lepore | 2022. augusztus 10. |
| Álmából felébredve Kicsi Groot talál egy törött fiolát, majd a buborékszínű folyadékot követi a hajó körül. Később találkozik Iwua-val, egy térváltó idegennel, aki megszemélyesíti őt. A páros táncol, az idegen tánclépéseket tanít neki, amíg Groot ki nem dobja Iwua-t a légzsilipen keresztül a hajóból. |     |                                          |                |                |                     |
| 4. | 4.  | Groot fürdik (Groot Takes a Bath)        | Kirsten Lepore | Kirsten Lepore | 2022. augusztus 10. |
| Kicsi Groot talál egy sáros pocsolyát, és megfürdik. Később a sár miatt levelek nőnek ki belőle, és különböző stílusban barázdálja őket, aminek következtében egy közeli idegen lény ingerült lesz. Groot végül kiüríti a sarat. Miközben az idegen lény kineveti őt, Groot megnyírja a haját, hogy sálként használhassa.                                                                                              |     |                                          |                |                |                     |
| 5. | 5.  | Mestermű (Magnum Opus)                   | Kirsten Lepore | Kirsten Lepore | 2022. augusztus 10. |
| Kicsi Groot különböző tárgyakat gyűjt össze a hajó belsejében, hogy a Galaxis Őrzőit lerajzolja, később pedig robbanást okoz a hajó egyik szobájában. Mordály megtalálja Grootot, aki egy felrobbant lyukat próbál megjavítani, és megkapja a rajzot. Egy újabb robbanás miatt Mordály majdnem kiszívódik a hajóból, de Groot megmenti.                                                                                |     |                                          |                |                |                     |

### 2. évad (2023)
| Sor. | Év. | Cím                                                     | Rendező        | Író            | Premier             |
| --- | --- | ------------------------------------------------------- | -------------- | -------------- | ------------------- |
| 6. | 1.  | Te vagy az én Grootom? (Are You My Groot?)              | Kirsten Lepore | Kirsten Lepore | 2023. szeptember 6. |
| Groot egy idegen bolygón furcsa tojást talál egy fészekben. A kikelt madár anyjaként tekint rá és mindenhova követi. Az epizód végén megjelennek a kismadár testvérei és csatlakoznak az anyjukhoz. |     |                                                         |                |                |                     |
| 7. | 2.  | Groot körbeszaglászik (Groot Noses Around)              | Kirsten Lepore | Kirsten Lepore | 2023. szeptember 6. |
| Groot épp videojátékozik, amikor lemerülnek a kontroller elemei. Az elem keresés közben az arcára tapad egy műorr, amitől elkezdi érezni a szagokat, illatokat. Mindent végigszaglászik, majd mikor megtalálja az elemeket, visszatér a szobájába, ahol most először megérzi a rossz szagokat, amiket a rendetlen és piszkos szoba áraszt. Ennek orvoslásként leszedi magáról az orrot, kidobja és folytatja a játékot.                                       |     |                                                         |                |                |                     |
| 8. | 3.  | Groot havas napja (Groot's Snow Day)                    | Kirsten Lepore | Kirsten Lepore | 2023. szeptember 6. |
| Groot egy havas bolygóra érkezik ahol épít egy hóembert és a végtagjainak robot alkatrészeket használ fel. A hóember életre kel és meg akarja támadni az űrhajót amivel Groot érkezett. Groot végül felrobbantja a robotot, majd elindul az űrhajójához, de a darabokra hullott robot szeme bekapcsol. |     |                                                         |                |                |                     |
| 9. | 4.  | Groot édes finomsága (Groot's Sweet Treat)              | Kirsten Lepore | Kirsten Lepore | 2023. szeptember 6. |
| Groot meglát egy fagylaltos űrhajót és nyomban pénzt indul keresni, hogy vehessen magának fagyit. Megtalálja a pénz de a hajó már elment. Groot egy kapszulában üldözi az űrhajót, amivel balesetet szenved és mindkét járművet elpusztítja, Miközben Baby Groot eszi a fagylaltot a kapszula roncsában addig a Nova hadtest körülveszi a jarművét. |     |                                                         |                |                |                     |
| 10. | 5.  | Groot és a nagy prófécia (Groot and the Great Prophecy) | Kirsten Lepore | Kirsten Lepore | 2023. szeptember 6. |
| Uatu, a szemlélő elmeséli, ahogy Groot egy szent magot őrző templomba érkezik ahol meg kellene mentenie a magot. A jóslat szerint a mag kikel a szent földben és kinő a földből valami apró, ami hatalmas potenciállal bír és egy új korszak kezdődik az univerzumban. Groot elveszti a magot és az égő láva martaléka lesz, majd a templom összeomlik. A törmelék alól Kicsi Groot jön elő és a Szemlélő megérti, hogy Groot maga a földből felemelkedő mag. |     |                                                         |                |                |                     |

## A sorozat készítése
2020 decemberében jelentette be Kevin Feige, a Marvel Studios elnöke az Én vagyok Groot című rövidfilmsorozatot, amelynek főszereplője Baby Groot lesz. 2021 áprilisában James Gunn, A galaxis őrzői filmek írója és rendezője megerősítette, hogy a sorozat animációs lesz. 2021 novemberében a Disney+ Day rendezvényen jelentették be Kirsten Leporet a sorozat rendezőjeként.  Az is kiderült, hogy Ryan Little írja a sorozatot, miután a Mi lenne, ha…? című sorozatnál is tette. A sorozat a fotorealisztikus animációs stílust fogja képviselni.

## Bemutató
Az Én vagyok Groot 1. évadának premierje öt rövidfilmmel együtt 2022. augusztus 10-én debütált a Disney+-on, az MCU negyedik fázisának részeként. A 2. évad premierje szintén öt rövidfilmmel együtt 2023. szeptember 6-án debütált a Disney+-on, az MCU ötödik fázisának részeként.